# Alexandre Zurawski
Alexandre Zurawski (sinh ngày 1 tháng 4 năm 1998) là một cầu thủ bóng đá người Brasil.

## Sự nghiệp câu lạc bộ
Alexandre Zurawski đã từng chơi cho Metropolitano và Kyoto Sanga FC.